# Адміністративна реформа в Україні (2014)
Адміністративна реформа в Україні (2014) — оптимізація системи центральних органів виконавчої влади, що почалася у 2014 році після повернення дії Конституції України 2004 року та у зв'язку з проведенням реформ після Революції гідності.
Наступним етапом стала адміністративна реформа 2019 року.

## Політичне підґрунтя
Після Революція гідності 2014 року було повернуто в дію Конституцію 2004 року. У зв'язку з цим та багатьма іншими реформами почалась оптимізація органів виконавчої влади.

## Постанови КМУ
17 липня 2014 року постановою КМУ створена Державна служба України з питань Автономної Республіки Крим, міста Севастополя та тимчасово переміщених осіб.
10 вересня 2014 року затверджено постанову «Про оптимізацію системи центральних органів виконавчої влади». Було ліквідовано 19 держагентств та створено 7 нових органів. Кількість контролюючих органів скоротилась з 56 до 27.

### Перша редакція
Створено сім органів влади:
| Орган, що створюється                                                                 | Орган, що передає повноваження |
| ------------------------------------------------------------------------------------- | --- |
| Державна служба України з питань безпечності харчових продуктів та захисту споживачів | Державна ветеринарна та фітосанітарна служба України (перетворення) Державна інспекція України з питань захисту прав споживачів (приєднання) Державна санітарно-епідеміологічна служба України (приєднання) нагляд з дотримання вимог щодо формування, встановлення та застосування державних регульованих цін нагляд у сфері туризму та курортів |
| Державна служба України з питань геодезії, картографії та кадастру                    | Державне агентство земельних ресурсів України (перетворення) |
| Державна служба України з безпеки на транспорті                                       | Державна інспекція України з безпеки на морському та річковому транспорті (злиття) Державна інспекція України з безпеки на наземному транспорті (злиття) |
| Державна служба України з лікарських засобів та контролю за наркотиками               | Державна служба України з лікарських засобів (злиття) Державна служба України з контролю за наркотиками (злиття) |
| Державна служба України з питань праці                                                | Державна інспекція України з питань праці (злиття) Державна служба гірничого нагляду та промислової безпеки України (злиття) |
| Державна інспекція енергетичного нагляду України                                      | |
| Державне агентство України з питань відновлення Донбасу                               | |

Ліквідовано:
| Орган, що ліквідовується                                                                                | Орган, якому передаються повноваження |
| --- | --- |
| Державна служба України з питань захисту персональних даних                                             | З 1 січня 2014 року функції служби виконує Уповноважений Верховної Ради України з прав людини |
| Державна служба України з питань протидії ВІЛ-інфекції/СНІДу та інших соціально небезпечних захворювань | Міністерство охорони здоров'я України |
| Державне агентство України з туризму та курортів                                                        | Міністерство економічного розвитку і торгівлі України (крім здійснення державного нагляду (контролю) у сфері туризму та курортів)                                                                                 |
| Державна пробірна служба України                                                                        | Міністерство фінансів України Державна служба України з питань безпечності харчових продуктів та захисту споживачів                                                                                               |
| Державна інспекція України з контролю за цінами                                                         | Державна служба статистики України |
| Державне агентство з інвестицій та управління національними проектами України                           | Міністерство економічного розвитку і торгівлі України |
| Державна інспекція сільського господарства України                                                      | Міністерство внутрішніх справ України Державна служба України з безпеки на транспорті Державна служба України з питань безпечності харчових продуктів та захисту споживачів Державна екологічна інспекція України |
| Державне агентство екологічних інвестицій України                                                       | Міністерство екології та природних ресурсів України |

## Зміни 2014 року
22 жовтня 2014 року Державну службу України з питань Автономної Республіки Крим, міста Севастополя та тимчасово переміщених осіб було перейменовано на Державну службу України з питань Автономної Республіки Крим та міста Севастополя.

## Реорганізація 2019 року
У 2019 року Кабінет Міністрів України ухвалив рішення про розділення Державної фіскальної служби на Державну податкову та Державну митну служби.